# Conquista (Spanyolország)
Conquista település Spanyolországban, Córdoba tartományban. Conquista Villanueva de Córdoba, Torrecampo, Almodóvar del Campo, Brazatortas és Cardeña községekkel határos. Lakosainak száma 373 fő (2024).

## Népesség
A település népessége az elmúlt években az alábbi módon változott:
| Lakosok száma | 494  | 492  | 486  | 484  | 466  | 448  | 430  | 379  | 372  | 373  |
|               | 2001 | 2004 | 2006 | 2009 | 2011 | 2014 | 2016 | 2019 | 2021 | 2024 |